# Randy Castillo
Randy Castillo (Albuquerque, 18 dicembre 1950 – Los Angeles, 26 marzo 2002) è stato un batterista statunitense.

## Biografia

### Gli inizi
Randolph Frank Castillo nacque ad Albuquerque, Nuovo Messico il 18 dicembre 1950, da una famiglia di nativi americani. Suo padre era un chitarrista mariachi e anche Randy decise di intraprendere la professione musicale. Iniziò a suonare la tromba, che lasciò a 14 anni per la pratica batteristica, dopo aver ascoltato Charlie Watts dei Rolling Stones (la sua maggiore influenza musicale) e Keith Moon degli Who. Ebbe anche una grande passione per il jazz e ammirava Buddy Rich e Art Blakey.
Nel 1966 entrò giovanissimo in una band rhythm and blues, "The Shelton's", ma questa prima esperienza terminò dopo nemmeno un mese a causa del ritorno del precedente batterista del gruppo. Successivamente fece parte dei gruppi "Doc Ran And The Purple Blues", "Tabbs", "Wumblies" e "Mudd", che non riuscirono mai a raggiungere una buona popolarità.
Nel 1978, per poter entrare nel grande giro della musica, Randy si trasferì a Los Angeles, dove condusse una vita difficile, dato che non aveva denaro ed era costretto a vivere in una zona malfamata e criminosa della periferia. Fortunatamente, conobbe Glenn Sherba, con il quale fondò il gruppo degli Offenders, la prima vera e propria band di Castillo: nel 1980 venne inciso il primo disco, con lo stesso nome del gruppo, grazie al quale Randy iniziò a farsi notare e, quindi, farsi una vita migliore.

### Lita Ford
Nel 1983, grazie al manager del gruppo, Dave McKay, conobbe Nikki Sixx dei Mötley Crüe che, a sua volta, lo presentò alla sua fidanzata, la cantante Lita Ford, la quale cercava un batterista per il suo gruppo. Castillo accettò e incise con loro Dancin' on the Edge (1984). Il genere era heavy metal, molto seguito negli anni ottanta, dove Castillo mostrava uno stile semplice, limitandosi a portare il tempo con qualche sprazzo di tecnica. Mentre con Lita e gli altri del gruppo entra in sintonia, rapporti con il management non furono buoni: per motivi ignoti, Castillo non venne pagato e abbandonò il gruppo, trattenendo come risarcimento la batteria e il service. Nel 1984 Castillo, dopo aver abbandonato la band della Ford, passerà una breve esperienza come turnista negli Stone Fury di Lenny Wolf, in futuro noto frontman dei Kingdom Come.

### Ozzy Osbourne
Il suo lavoro con Lita venne apprezzato da Tommy Lee, batterista dei Mötley Crüe, il quale lo segnalò a Ozzy Osbourne. Ozzy aveva, da poco, terminato la collaborazione con  Carmine Appice e audizionò Randy, il quale suonò una jam session con il chitarrista Jake E.Lee. Tutto si rivelò positivo per il batterista e iniziò la sua avventura con il singer di Birmingham. Con il "Madman", Randy incise The Ultimate Sin, un album dalle sonorità prettamente hair metal, che non ottenne lo stesso successo di lavori precedenti come Blizzard of Ozz e Diary of a Madman ma raggiunse tuttavia un grande numero di vendite. Nel 1988 il gruppo registrò il ben recensito No Rest for the Wicked, nel quale il giovanissimo chitarrista Zakk Wylde aveva sostituito l'uscente Jake E. Lee.
No More Tears (1991) fu un successo strepitoso ed è considerato fra i migliori lavori di Ozzy solista. Il gruppo vinse 4 dischi di platino negli U.S.A. e un Grammy per il brano I Don't Want to Change the World. Quest'album abbandona le influenze glam, ritornando alle sonorità classiche di Blizzard of Ozz ma con un sound più robusto, senza trascurare la melodia. Le canzoni erano state scritte dalla band di Ozzy (Castillo partecipò molto alla composizione dei brani) in collaborazione con Lemmy Kilmister, leader storico dei Motörhead. Da ascoltare la sopracitata I Don't Want To Change The World, Desire, Hellraiser e la ballad Road To Nowhere per comprendere la musicalità di questo batterista, senza arrivare a un uso smodato di tecnica.
La formazione partì quindi per un tour, registrato nel disco dal vivo Live & Loud (1993) dove il batterista dà uno sfoggio di tecnica con un ottimo assolo (non contenuto, però, nella versione DVD). Dopo ben 8 anni lasciò la Ozzy Osbourne band ed è un'esperienza che lui porterà sempre nel cuore, ringraziando Ozzy per averlo reso un musicista noto.

### Dopo Ozzy Osbourne
Con il chitarrista John 5 (già nel gruppo di Marilyn Manson e ora con Rob Zombie) formò il gruppo dei Red Square Black. Nel 1994 fu pubblicato un album con lo stesso nome del gruppo.
Nel 1999 partecipò ai dischi tributo di Def Leppard, Aerosmith, Metallica e Alice Cooper e nel 2000 sostituì Tommy Lee nei Mötley Crüe (uscito per disintossicarsi dalle droghe e per divergenze con Vince Neil), da anni suoi grandi amici, con i quali incise New Tattoo, un album che si avvicina alle loro sonorità degli esordi. Esso venne in parte apprezzato e in parte criticato ma la vendita fu buona. Randy compose anche una canzone intitolata Punched In The Teeth By Love. Il gruppo dovette partire per il tour ma Randy fu costretto ad abbandonarlo, a causa di una grave malattia; a sostituirlo venne chiamata Samantha Maloney, ex batterista delle Hole.
Gli venne diagnosticato un melanoma (più precisamente un carcinoma a cellule squamose) e, dopo un anno di battaglia contro la malattia, morì il 26 marzo 2002. Tanti resero omaggio alla sua memoria, tra cui, Ozzy Osbourne, Mötley Crüe, Bret Michaels, Carmine Appice, Billy Sheehan, Lita Ford, Slash, Skid Row, Ratt, Velvet Revolver e Chuck Billy, il cantante dei Testament, anche lui di origini indiane e amico fraterno di Castillo. Slash racconta nella sua autobiografia che al concerto in memoria di Castillo abbia rincontrato Duff McKagan e Matt Sorum, suoi vecchi compagni nei Guns N' Roses, e che insieme abbiano deciso di riformare un gruppo. Da quell'idea sono poi nati i Velvet Revolver.

## Discografia

### Con i The Mud
- 1970 - Mud on Mudd
- 1971 - Mud

### Con i The Offenders
- 1980 - The Offenders'

### Con Lita Ford
- 1984 - Dancin' on the Edge

### Con Ozzy Osbourne
- 1986 – The Ultimate Sin
- 1988 – No Rest for the Wicked
- 1990 – Just Say Ozzy (EP)
- 1991 – No More Tears
- 1993 – Live & Loud

### Red Square Black
- 1994 - Square

### Mötley Crüe
- 2000 - New Tattoo

### Collaborazioni
- 1992 – Terri Nunn – Moment Of Truth (batteria nel brano Confession Time)
- 1993 – Stevie Salas – The Electric Pow Wow (batteria nel brano Too Many Mountains)
- 1996 – Cage – Cage (batteria nel brano Save Me)
- 1998 – Bret Michaels – A Letter from Death Row (batteria nel brano I'd Die For You)
- 2007 – Terry Ilous – Here And Gone
- 2008 – Willie Basse – The Money Grind (batteria nel brano Danger Zone)

### Partecipazioni
- 1989 – Artisti Vari – Stairway To Heaven / Highway To Hell (batteria nel brano Purple Haze di Ozzy Osbourne)
- 1999 – Artisti Vari – Humanary Stew: A Tribute to Alice Cooper (batteria nel brano Welcome To My Nightmare)
- 1999 – Artisti Vari – Not the Same Old Song and Dance: Tribute to Aerosmith (batteria nel brano Sweet Emotion con Mike Inez, Tommy Shaw e Jack Blades)
- 2000 – Artisti Vari – Leppardmania: A Tribute to Def Leppard
- 2001 – Artisti Vari – Bulletproof Fever: A Tribute to Ted Nugent
- 2002 – Artisti Vari – Welcome to the Jungle: A Tribute to Guns N'Roses
- 2004 – Artisti Vari – Metallic Attack The Ultimate Tribute (batteria nel brano Master Of Puppets con Mike Inez, Rocky George e Whitfield Crane)